# Giovanni Lombardi (politico 1872)
Giovanni Lombardi (Rutino, 4 febbraio 1872 – Napoli, 29 ottobre 1946) è stato un giurista e politico italiano, membro dell'Assemblea Costituente.

## Biografia

25 giugno 1946: prima seduta dell'Assemblea Costituente

Nato nel 1872 a Rutino, comune della provincia di Salerno, laureato in giurisprudenza, avvocato, socialista, dal 1919 al 1921 fu deputato del Regno d'Italia nella XXV Legislatura.
Dopo la caduta del fascismo, Lombardi divenne presidente provinciale del Comitato di liberazione nazionale napoletano.
Nel dopoguerra, con le elezioni politiche del 2 giugno 1946, che furono anche un referendum per la scelta della forma dello Stato (monarchia o repubblica), Lombardi fu eletto deputato dell'Assemblea Costituente nella circoscrizione di Napoli nelle liste dell'allora Partito Socialista Italiano di Unità Proletaria.
Dal 25 luglio dello stesso anno, sino alla sua morte, avvenuta il 29 ottobre successivo, fece parte della Prima sottocommissione, presieduta da Umberto Tupini, che ebbe l'incarico di preparare il progetto della nuova Costituzione repubblicana per la parte riguardante i diritti e i doveri dei cittadini.
Morì a Napoli, a settantaquattro anni, nel 1946. Gli subentrò come deputato della Costituente, Luigi Renato Sansone.